# Bộ nhụy

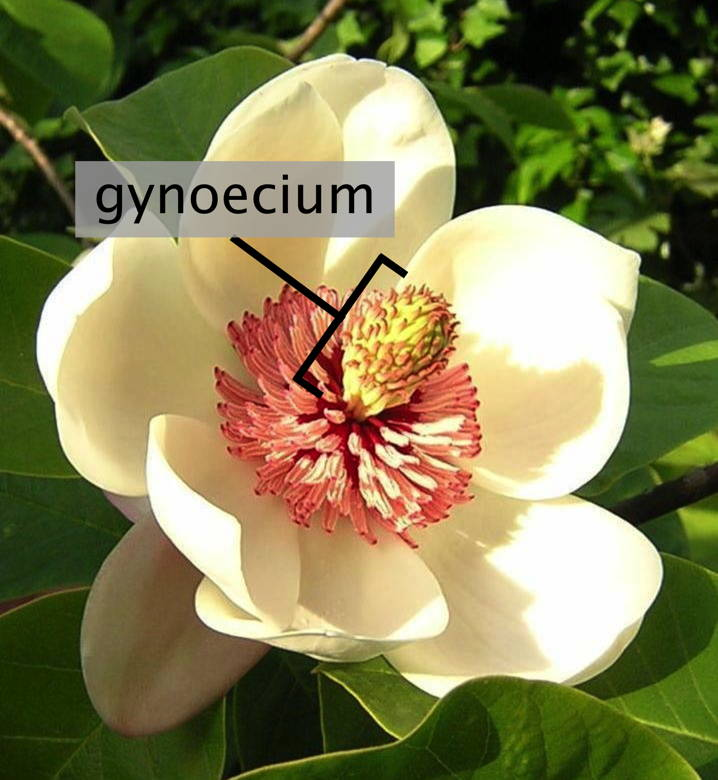
Hoa Magnolia × wieseneri cho thấy nhiều nhụy tạo nên bộ nhụy ở giữa bông hoa

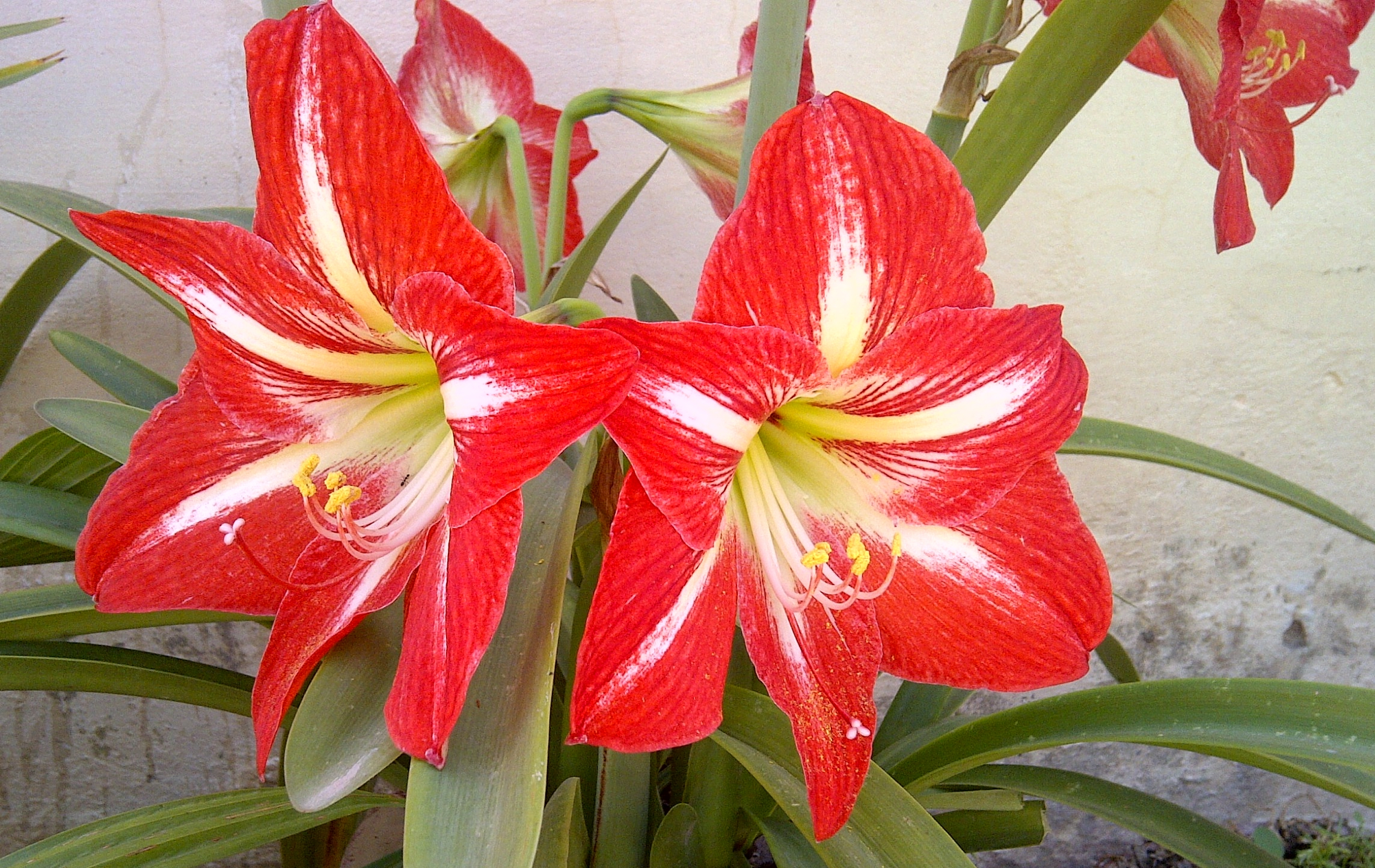
Hoa Hippeastrum cho thấy nhị, vòi nhụy và đầu nhụy

Bộ nhụy là một thuật ngữ chung chỉ các bộ phận của một bông hoa mà sản sinh ra noãn và sau cùng sẽ phát triển thành quả và hạt. Bộ nhụy là vòng trong cùng chứa (một hoặc nhiều) nhụy trong một bông hoa và thường được bao quanh bởi các nhị, cơ quan sinh sản sản xuất ra phấn hoa, tương tự được gọi là bộ nhị. Bộ nhụy thường được nhắc tới với vai trò là phần "cái" của bông hoa, mặc dù thay vì trực tiếp sản xuất ra giao tử cái (như là tế bào trứng), bộ nhụy sản xuất ra bào tử cái, thứ phát triển thành thể giao tử cái, thứ sau đó sẽ sản xuất ra tế bào trứng hay chính xác hơn là noãn.
Thuật ngữ bộ nhụy cũng được các nhà thực vật học sử dụng để ám chỉ tới một cụm túi chứa noãn và bất kỳ phần lá hoặc thân bị biến đổi được kết hợp hiện diện trên một thể giao tử cái trên loài rêu, rêu tản và rêu sừng. Thuật ngữ tương ứng cho phần đực của những loài thực vật này là cụm túi phấn đực trong bộ nhị.
Những bông hoa có một bộ nhụy nhưng không có nhị thì được gọi là hoa cái. Hoa mà thiếu bộ nhụy thì được gọi là hoa đực.
Bộ nhụy thường được coi là giống cái bởi vì từ nó mà phát triển ra thể giao tử (sản xuất noãn) cái, tuy nhiên, nói đúng ra thì thể bào tử không có giới tính, chỉ có thể giao tử là có.
Sự phát triển và sắp xếp bộ nhụy là quan trọng trong nghiên cứu hệ thống và nhận diện thực vật hạt kín, nhưng có thể là bộ phận của hoa khó hiểu nhất.

## Nhụy

Một bộ nhụy chỉ có một lá noãn. Bộ nhụy (dù được tạo ra từ một lá noãn hay nhiều lá noãn "hợp lại") thì thường có cấu tạo bởi một bầu nhụy, vòi nhụy, và đầu nhụy ở trung tâm bông hoa.

Bộ nhụy có thể chứa một hoặc nhiều nhụy tách biệt. Một nhụy thường chứa một bộ phận ở đáy mở rộng gọi là bầu nhụy, một bộ phận kéo dài gọi là vòi nhụy và một cấu trúc ở ngọn giúp nhận phấn hoa gọi là đầu nhụy.
Bầu nhụy là phần ở đáy phình to chứa giá noãn, tức các dãy mô chứa một hay nhiều noãn (kèm theo nang đại bào tử). Giá noãn và/hoặc noãn có thể được sinh ra trên các phần phụ của nhụy hoặc ít thường xuyên hơn, trên đỉnh hoa. Khoang chứa noãn được gọi là ô.
Vòi nhụy là một đường hình vòi mà qua nó ống phấn phát triển để chạm tới bầu nhụy. Một số loài hoa ví dụ như Tulipa không có vòi nhụy riêng biệt, và đầu nhụy nằm trực tiếp trên bầu nhụy. Vòi nhụy là một ống rỗng không ở một số loài thực vật ví dụ như hoa loa kèn, hoặc có các mô truyền mà qua đó ống phấn hoa phát triển.
Đầu nhụy thường xuất hiện ở đỉnh của vòi nhụy, là bộ phận lá noãn dùng để nhận phấn hoa (thể giao tử đực). Nó thường dính dính hoặc có lông để bắt phấn hoa.

## Vai trò của đầu và vòi nhụy

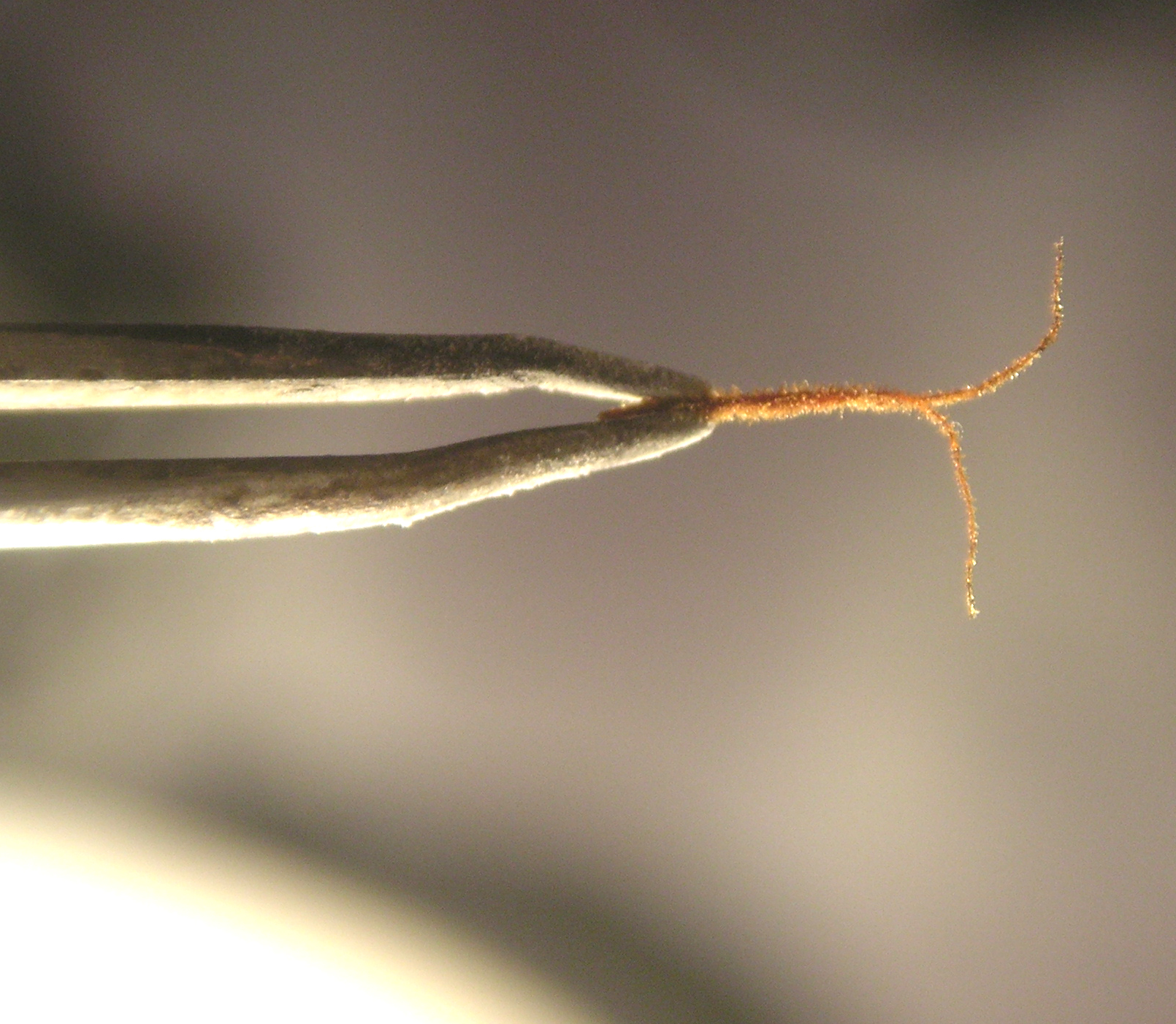
Đầu và vòi nhụy của Cannabis sativa dưới dạng một cái kẹp

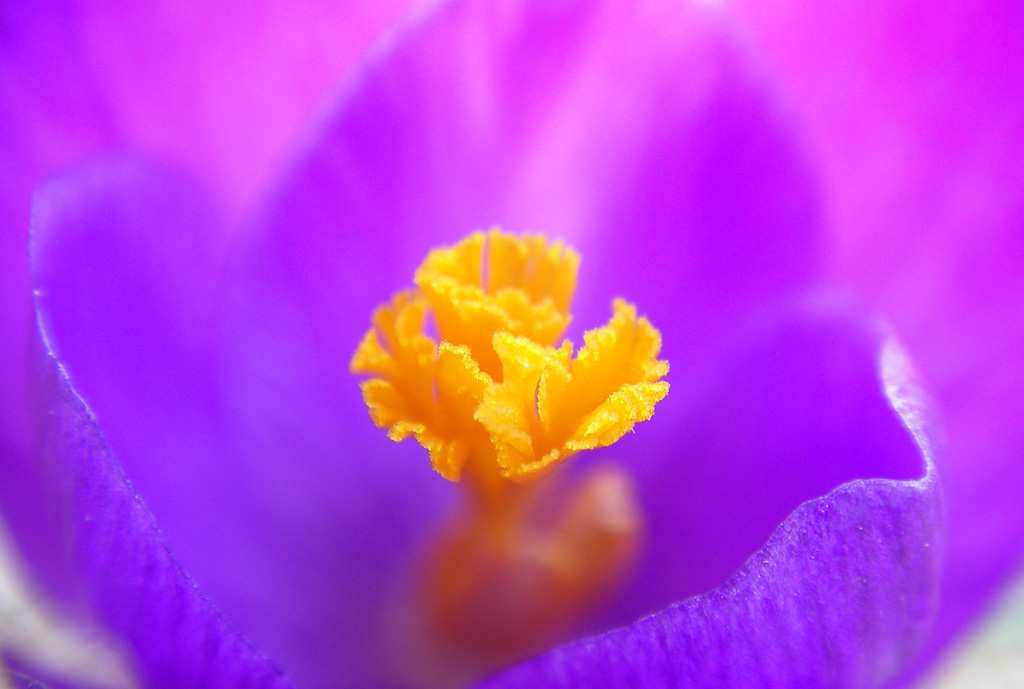
Đầu nhụy của một bông hoa Crocus.

Đầu nhụy có thể có dạng dài và mảnh hoặc hình cầu hoặc có lông. Đầu nhụy là phần đầu cảm thụ của lá noãn, nó nhận phấn hoa vào thời điểm thụ phấn và là nơi hạt phấn nở ra. Đầu nhụy thích nghi với việc bắt và giữ phấn hoa, có thể bằng cách nhận phấn hoa của côn trùng ghé thăm hoặc bằng vô số các sợi lông, vạt, hoặc nếp nhăn.
Vòi và đầu nhụy của hoa thì tham gia vào hầu hết các dạng phản ứng không tự hợp. Không tự hợp, nếu có, sẽ ngăn chặn việc thụ phấn từ cùng một cây hoặc các cây tương tự về mặt di truyền, tức ngăn chặn sự tự phối, đảm bảo việc giao phối.